# Fjärilsviol
Fjärilsviol (Viola sororia) är en violväxtart som beskrevs av Carl Ludwig von Willdenow. Enligt Catalogue of Life ingår Fjärilsviol i släktet violer och familjen violväxter, men enligt Dyntaxa är tillhörigheten istället släktet violer och familjen violväxter. Arten förekommer tillfälligt i Sverige, men reproducerar sig inte. Inga underarter finns listade i Catalogue of Life.

## Bildgalleri

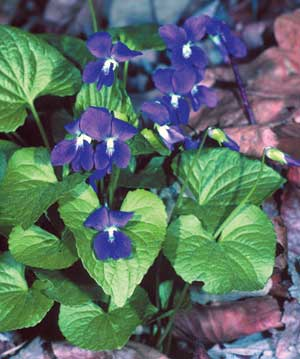
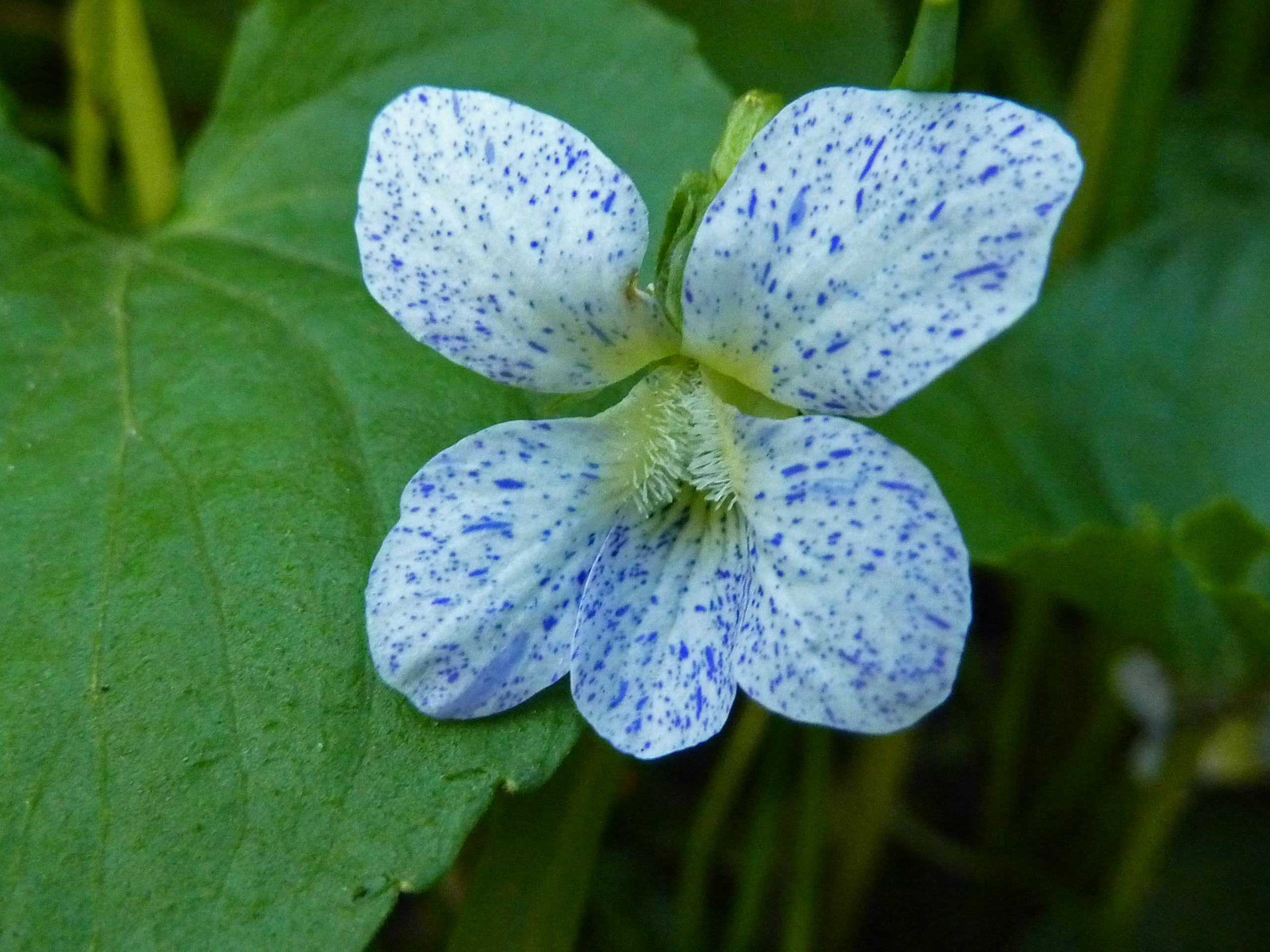
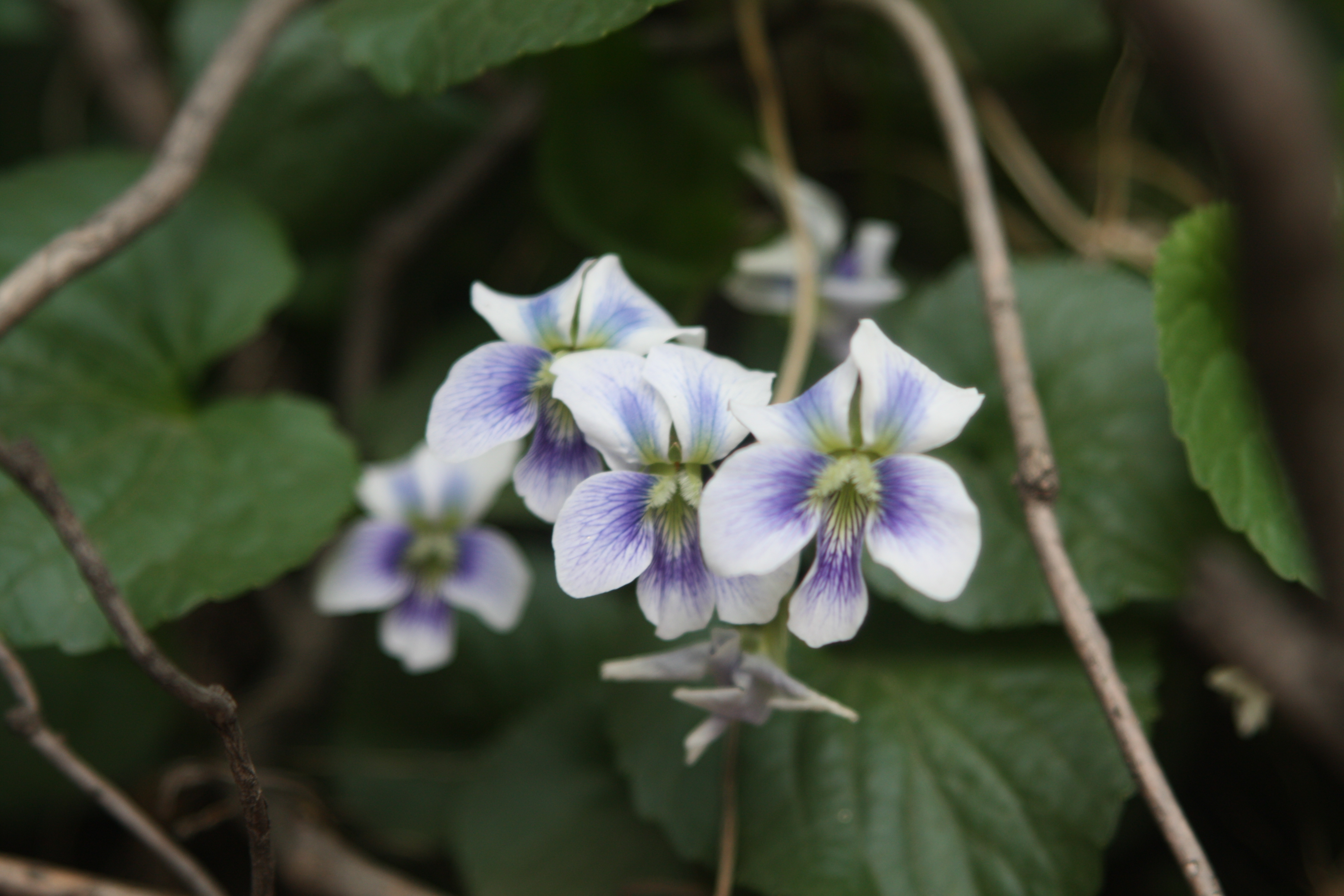
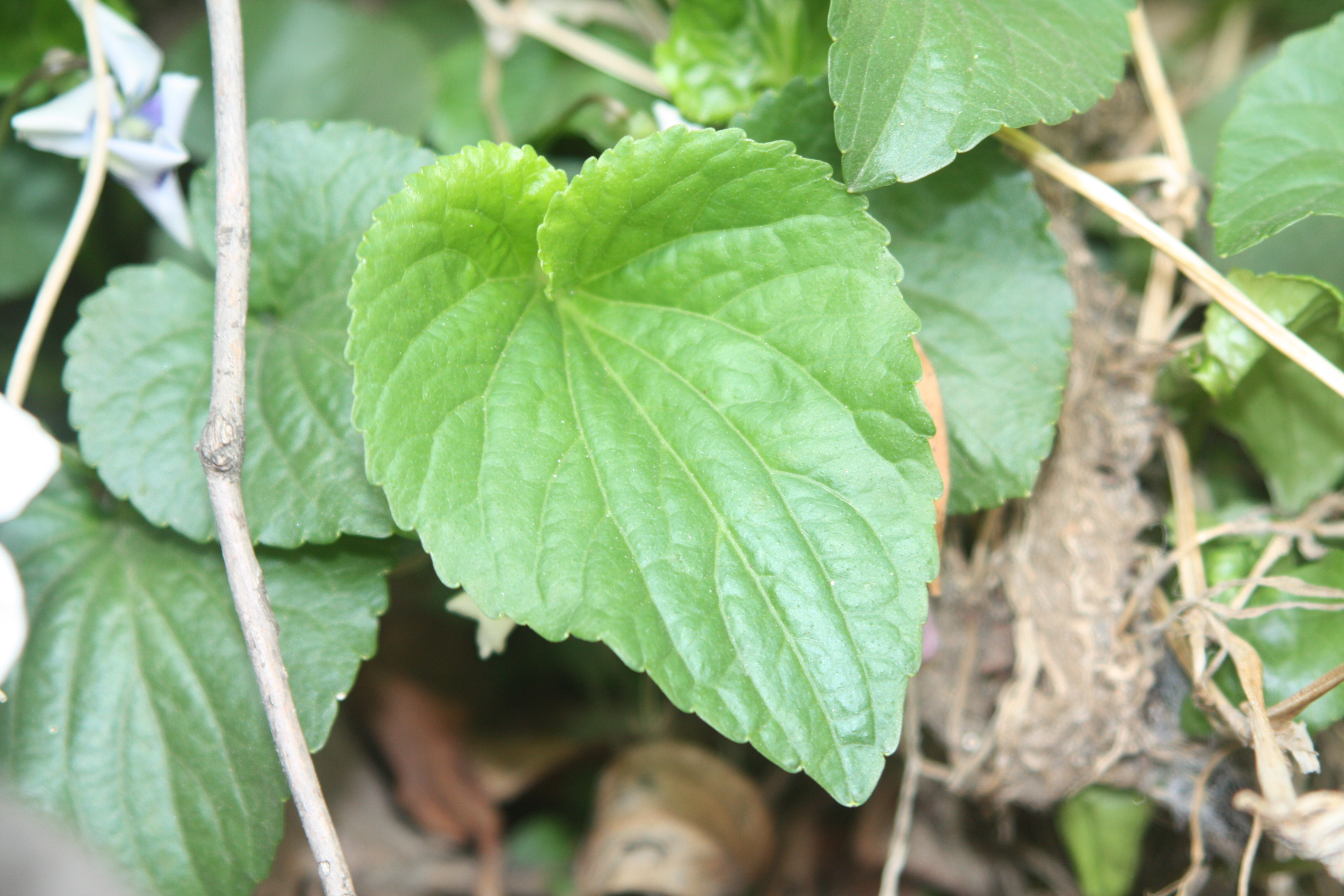
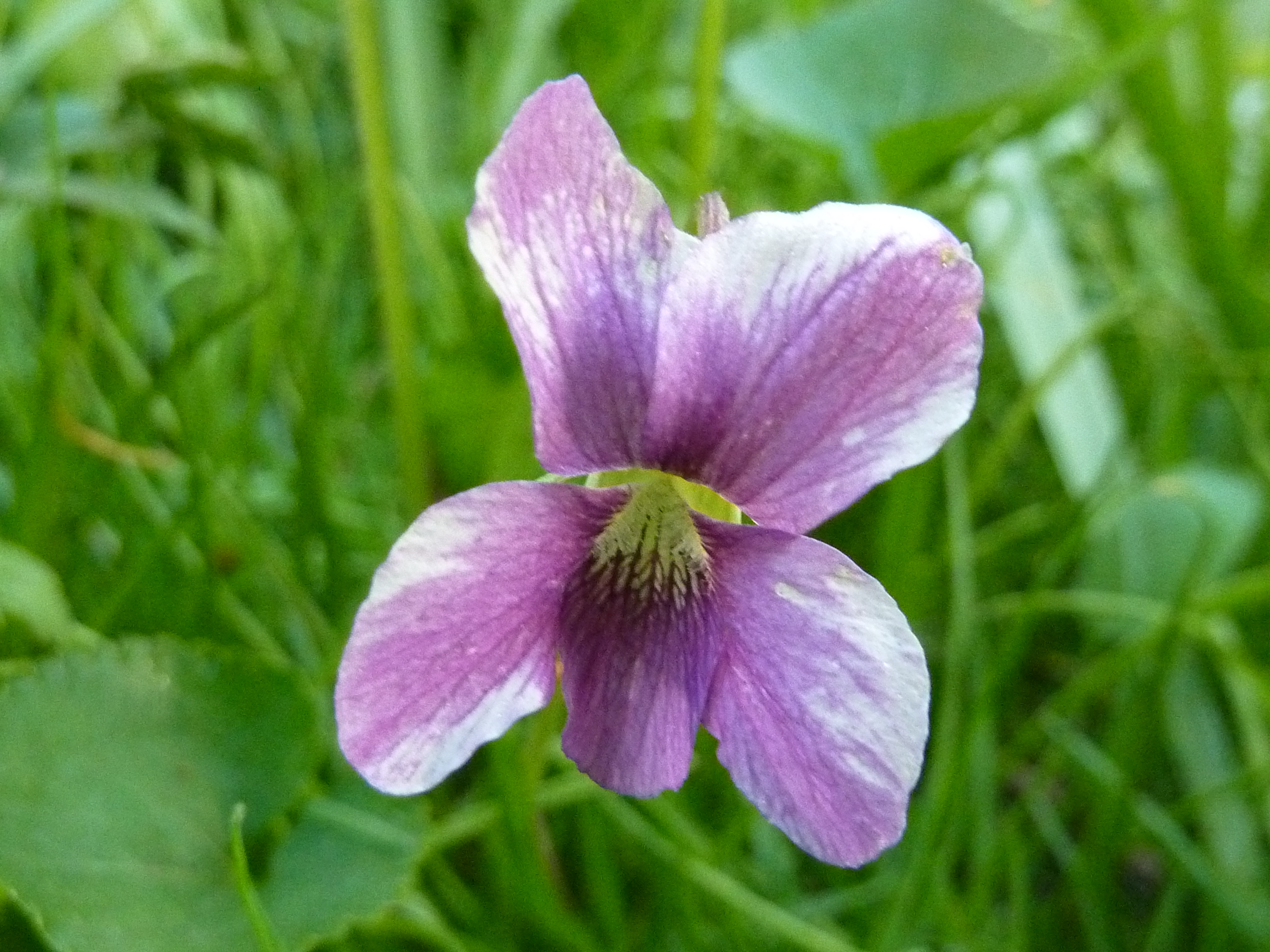
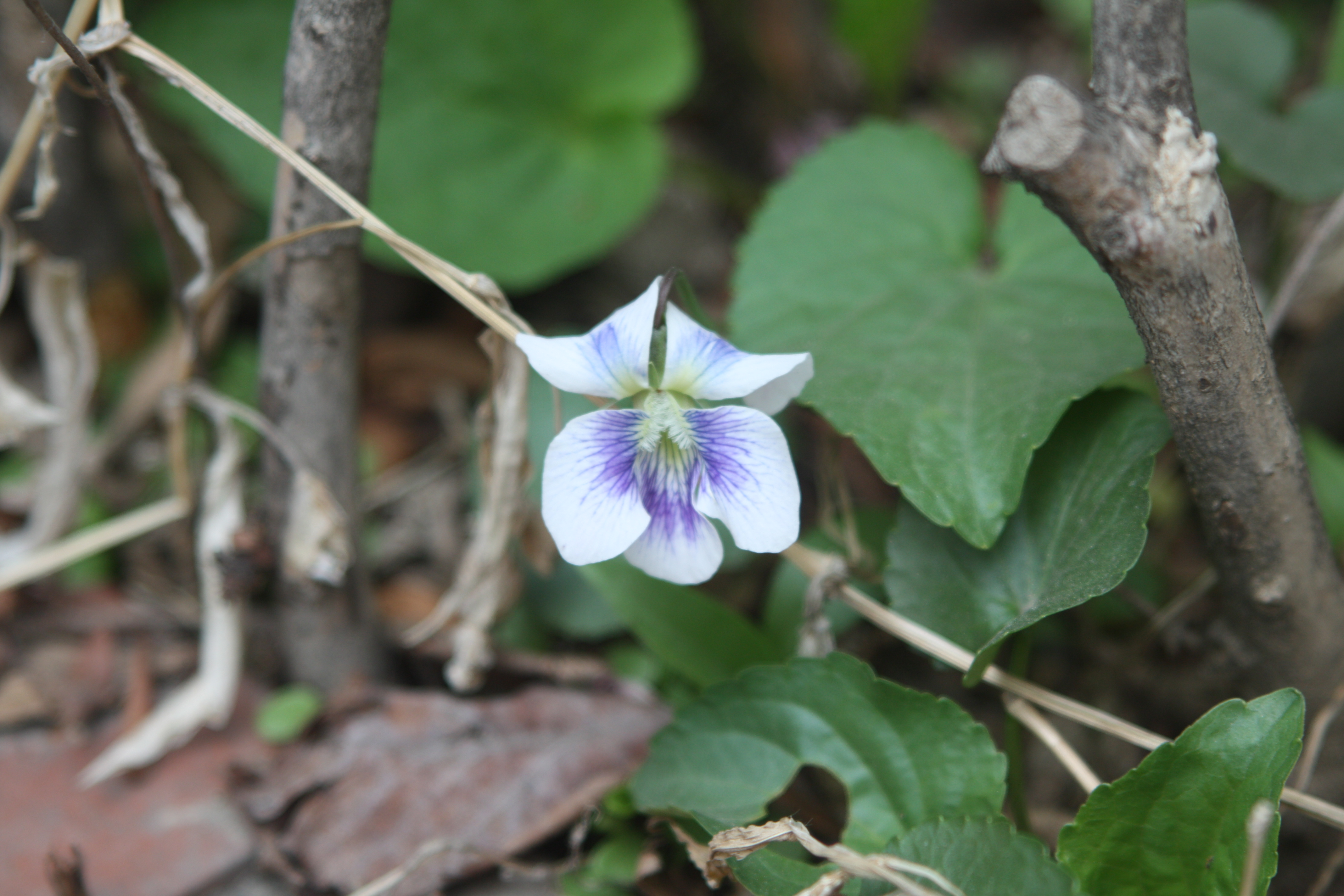